# Kory Lichtensteiger
Kory Adam Lichtensteiger (Van Wert, 22 marzo 1985) è un giocatore di football americano statunitense che gioca nel ruolo di offensive lineman per i Washington Redskins della National Football League (NFL). Fu scelto nel corso del quarto giro (108º assoluto) del Draft NFL 2008 dai Denver Broncos. Al college ha giocato a football alla Bowling Green State University.

## Carriera professionistica

### Denver Broncos
Lichtensteiger fu scelto nel corso del quarto giro del draft 2008 dai Denver Broncos. Il 21 luglio 2008 firmò un contratto quadriennale coi Broncos. Il 4 settembre 2009 fu svincolato.

### Minnesota Vikings
Lichtensteiger firmò coi Minnesota Vikings il 6 settembre. Fu svincolato il 29 settembre 2009.

### Washington Redskins
Lichtensteiger firmò coi Washington Redskins il 12 gennaio 2010, riunendosi con l'allenatore Mike Shanahan, che lo aveva allenato ai Broncos. Nella prima stagione con la squadra divenne la guardia destra titolare della linea offensiva.
Nella stagione 2011, Lichtensteiger inserito in lista infortunati dopo essersi rotto il legamento crociato anteriore del ginocchio nella gara della settimana 6 contro i Philadelphia Eagles.
Dopo aver perso tutta la pre-stagione 2012, Kory riuscì a disputare la prima gara della stagione regolare vinta contro i New Orleans Saints. Lichtensteiger giocò come titolare tutte le 16 gare della stagione proteggendo il nuovo quarterback Robert Griffin III coi Redskins che si qualificarono a sorpresa per i playoff.
Il 9 marzo 2013, Lichtensteiger firmò un nuovo contratto quinquennale coi Redskins.

## Vittorie e premi
Nessuno

## Statistiche
| Partite totali      | 53 |
| Partite da titolare | 35 |

Statistiche aggiornate alla stagione 2012